# اوقی اپچیتا
اوقی اپچیتا (به اسپانیایی: Uqi Apachita) یک کوه در پرو است که در Peru, Puno Region, Azángaro Province واقع شده‌است. اوقی اپچیتا ۴٬۸۰۰ متر بالاتر از سطح دریا واقع شده‌است.